# Glinno (powiat wągrowiecki)
Glinno – wieś w Polsce położona w województwie wielkopolskim, w powiecie wągrowieckim, w gminie Skoki.
W latach 1975–1998 miejscowość należała administracyjnie do województwa poznańskiego.
W pobliżu wsi znajduje się grodzisko wczesnośredniowieczne.

## Urodzeni w Glinnie
- Jarogniew Drwęski – polski prawnik, działacz narodowy, samorządowy i społeczny w Wielkopolsce, członek Towarzystwa Tomasza Zana, prezydent Poznania (1919–1921)[4].